# Festival du Film Italien de Villerupt
Il Festival du Film Italien de Villerupt (Festival del cinema italiano di Villerupt) presenta la produzione cinematografica italiana a Villerupt, nel dipartimento della Meurthe-et-Moselle, in Lorena. La selezione dei film mira soprattutto a riflettere quanto possibile l’attualità del cinema italiano di qualità. Ogni anno il festival comprende una sezione tematica con una retrospettiva, un panorama dei film dell’anno e vari concorsi con altrettante giurie. Il festival conta su un vasto pubblico, oltre 40.000 gli spettatori. I premi Amilcar sono assegnati rispettivamente dalla giuria, dal pubblico, dalla stampa, dalla giuria dei giovani, dagli esercenti cinema e dalla città di Villerupt.

## Storia
Il Festival fu fondato nel 1976 da un gruppo di cinefili della Maison des jeunes et de la culture (MJC) di Villerupt. Come Hussigny-Godbrange, Audun-le-Tiche, Villerupt è un centro storicamente legato all'immigrazione italiana in Francia. Nonostante l'esiguo numero di abitanti, l'evento culturale porta a Villerupt decine di migliaia di spettatori ogni anno. Dalla sua fondazione, il festival si è diffuso nei comuni vicini di Audun-le-Tiche ed Esch-sur-Alzette (Lussemburgo) ma anche sotto forma di proiezioni decentralizzate di film italiani in molte città più lontane, come Neufchâteau o Épinal.
Ogni anno il festival assegna una serie di premi, denominati Premi Amilcar a partire dal 2004.